# Camp d'internement de Tjideng
Tjideng (Cideng dans la graphie actuelle) est un camp d'internement japonais pour les femmes et les enfants, utilisé pendant la Seconde Guerre mondiale, à Batavia (Indes Néerlandaises), actuelle Jakarta en Indonésie.
Il était situé dans le kelurahan de Cideng dans le district de Gambir, Jakarta Centre.

## Histoire du camp

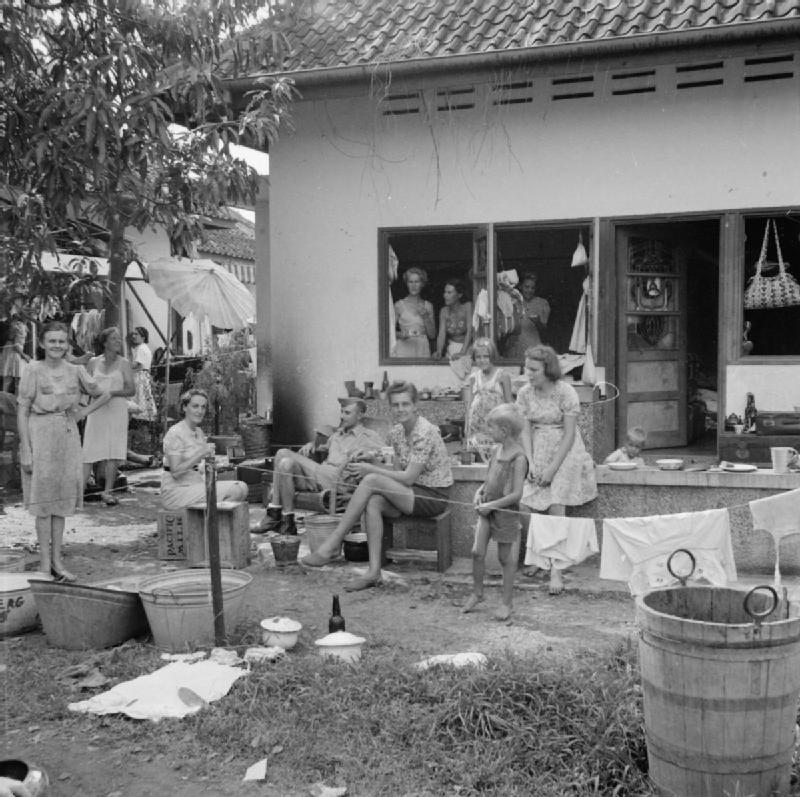
Internés à Tjideng après l'arrivée des Alliés en 1945

Batavia est passée sous le contrôle des Japonais en 1942, et le camp de Tjideng a été construit dans une partie de la ville pour interner les femmes et enfants européens (surtout Hollandais). Les hommes et les garçons ont été transférés dans d'autres camps, souvent des camps de prisonniers de guerre.
Initialement, Tjideng était sous autorité civile et les conditions étaient supportables. Mais lorsque l'armée a pris le pouvoir, les privilèges (comme cuisiner, ou donner des offices religieux) ont rapidement été retirés. Deux fois par jour, les prisonniers devaient se présenter dans la cour et se courber en direction du Japon. La qualité et la quantité de nourriture a rapidement diminué. La faim et la maladie ont frappé, et par manque de médicaments, le nombre de décès a augmenté.
Les Japonais réduisirent peu à peu la surface du camp de Tjideng. Au début, il y avait environ 2000 prisonniers et à la fin de guerre, environ 10 500 prisonniers pour une surface réduite à un quart de celle d'origine. Le moindre recoin a été utilisé pour dormir, y compris les cuisines (on ne pouvait pas y cuisiner) et les salles de bains (l'eau du robinet n'était pas disponible). Afin d'avoir suffisamment de couchages, chaque couchage n'était pas plus large que 77 cm (30 pouces).
À partir d'avril 1944, le camp est passé sous le commandement du capitaine Kenichi Sonei, responsable de nombreuses atrocités. Le 25 février, environ 150 garçons furent enlevés à leurs mères.

## Personnes qui furent internées à Tjideng
- Christel Adelaar (nl)
- Jeroen Brouwers
- Tonke Dragt[1]
- Boudewijn de Groot (sa mère est morte à Tjideng alors qu'il était âgé d'un peu plus d'un an[2])
- Teun Koolhaas
- Aarnout Loudon (nl)
- Annelise De Raadt (nl)